# Юнацький чемпіонат Європи з футболу (U-19) 2014 (кваліфікаційний раунд)
Юнацький чемпіонат Європи з футболу (U-19) 2014 (кваліфікаційний раунд) — відбірний етап, що відбувся з вересня по листопад 2013 року у 13 групах та був першим етапом відбору до чемпіонату Європи 2014.

## Група 1
| Команда   | І | В | Н | П | ЗМ | ПМ | РМ  | О |
| --------- | - | - | - | - | -- | -- | --- | - |
| Чехія     | 3 | 3 | 0 | 0 | 10 | 1  | +9  | 9 |
| Кіпр      | 3 | 1 | 1 | 1 | 10 | 6  | +4  | 4 |
| Хорватія  | 3 | 1 | 1 | 1 | 9  | 5  | +4  | 4 |
| Гібралтар | 3 | 0 | 0 | 3 | 0  | 17 | −17 | 0 |

| 17 жовтня 2013 14:30 |

| Хорватія                                                         | 7–0      | Гібралтар |
| ---------------------------------------------------------------- | -------- | --------- |
| Єдвай 41' Пашалич 45+2' Колар 50', 62', 85' Муян 89' Билян 90+2' | Протокол |           |

| Міський, Острава Арбітр: Пашай (Албанія) |

| 17 жовтня 2013 17:00 |

| Чехія                                                           | 4–1      | Кіпр       |
| --------------------------------------------------------------- | -------- | ---------- |
| Машек 7' (пен.), 9' (пен.) Матоушек 39' Бухвальдек 90+4' (пен.) | Протокол | Макріс 35' |

| Міський, Опава Арбітр: Богнар (Угорщина) |

| 19 жовтня 2013 14:30 |

| Гібралтар | 0–3      | Чехія                            |
| --------- | -------- | -------------------------------- |
|           | Протокол | Машек 40' Шик 47' Бухвальдек 57' |

| Міський, Острава Арбітр: Пашай (Албанія) |

| 19 жовтня 2013 17:00 |

| Хорватія          | 2–2      | Кіпр              |
| ----------------- | -------- | ----------------- |
| Муян 3' Колар 22' | Протокол | Макріс 76', 90+5' |

| Міський, Опава Арбітр: Салманов (Азербайджан) |

| 22 жовтня 2013 17:00 |

| Чехія                         | 3–0      | Хорватія |
| ----------------------------- | -------- | -------- |
| Содома 1' Віхта 17' Машек 22' | Протокол |          |

| Міський, Опава Арбітр: Салманов (Азербайджан) |

| 22 жовтня 2013 17:00 |

| Кіпр                                                                         | 7–0      | Гібралтар |
| ---------------------------------------------------------------------------- | -------- | --------- |
| Макріс 3' Терапонтас 22' Лілліс 61' Дьямас 66', 90+5' Каціаті 89' Каро 90+1' | Протокол |           |

| Міський, Острава Арбітр: Богнар (Угорщина) |

## Група 2
| Команда  | І | В | Н | П | ЗМ | ПМ | РМ | О |
| -------- | - | - | - | - | -- | -- | -- | - |
| Румунія  | 3 | 1 | 2 | 0 | 3  | 2  | +1 | 5 |
| Литва    | 3 | 1 | 1 | 1 | 2  | 2  | 0  | 4 |
| Вірменія | 3 | 1 | 1 | 1 | 2  | 2  | 0  | 4 |
| Польща   | 3 | 0 | 2 | 1 | 2  | 3  | −1 | 2 |

| 10 жовтня 2013 11:00 |

| Румунія  | 1–1      | Вірменія    |
| -------- | -------- | ----------- |
| Віне 12' | Протокол | Симонян 44' |

| Муніципальний, Іновроцлав Арбітр: Бітон (Шотландія) |

| 10 жовтня 2013 15:30 |

| Польща           | 1–1      | Литва           |
| ---------------- | -------- | --------------- |
| Франковський 63' | Протокол | Станкевічюс 36' |

| Муніципальний, Іновроцлав Арбітр: Глодович (Сербія) |

| 12 жовтня 2013 15:00 |

| Румунія  | 1–0      | Литва |
| -------- | -------- | ----- |
| Віне 52' | Протокол |       |

| ГКС Олімпія, Грудзьондз Арбітр: Естрада (Іспанія) |

| 12 жовтня 2013 15:00 |

| Вірменія    | 1–0      | Польща |
| ----------- | -------- | ------ |
| Бакалян 75' | Протокол |        |

| Тухоля, Тухоля Арбітр: Бітон (Шотландія) |

| 15 жовтня 2013 15:00 |

| Польща          | 1–1      | Румунія   |
| --------------- | -------- | --------- |
| Столярський 35' | Протокол | Баласа 4' |

| ГКС Олімпія, Грудзьондз Арбітр: Естрада (Іспанія) |

| 15 жовтня 2013 15:00 |

| Литва           | 1–0      | Вірменія |
| --------------- | -------- | -------- |
| Станкевічюс 15' | Протокол |          |

| Тухоля, Тухоля Арбітр: Глодович (Сербія) |

## Група 3
| Команда              | І | В | Н | П | ЗМ | ПМ | РМ | О |
| -------------------- | - | - | - | - | -- | -- | -- | - |
| Ірландія             | 3 | 2 | 1 | 0 | 4  | 1  | +3 | 7 |
| Швеція               | 3 | 2 | 0 | 1 | 9  | 3  | +6 | 6 |
| Боснія і Герцеговина | 3 | 0 | 2 | 1 | 2  | 5  | −3 | 2 |
| Азербайджан          | 3 | 0 | 1 | 2 | 1  | 7  | −6 | 1 |

| 10 жовтня 2013 14:00 |

| Ірландія                    | 2–0      | Азербайджан |
| --------------------------- | -------- | ----------- |
| О'Салліван 34' О’Генлон 83' | Протокол |             |

| Енґельгольмс ІП, Енгельгольм Арбітр: Вінчич (Словенія) |

| 10 жовтня 2013 18:00 |

| Боснія і Герцеговина | 1–4      | Швеція                            |
| -------------------- | -------- | --------------------------------- |
| Аліспахич 47'        | Протокол | Танкович 10', 56', 67' Зенелі 57' |

| Вонґаваллен, Треллеборг Арбітр: Валері (Італія) |

| 12 жовтня 2013 14:00 |

| Азербайджан | 0–0      | Боснія і Герцеговина |
| ----------- | -------- | -------------------- |
|             | Протокол |                      |

| Ландскруна ІП, Ландскруна Арбітр: Вінчич (Словенія) |

| 12 жовтня 2013 16:00 |

| Ірландія  | 1–0      | Швеція |
| --------- | -------- | ------ |
| Келлі 83' | Протокол |        |

| Енґельгольмс ІП, Енгельгольм Арбітр: Мечкаровскі (Македонія) |

| 15 жовтня 2013 14:00 |

| Боснія і Герцеговина | 1–1      | Ірландія   |
| -------------------- | -------- | ---------- |
| Предрагович 24'      | Протокол | Кроу 45+2' |

| Вонґаваллен, Треллеборг Арбітр: Валері (Італія) |

| 15 жовтня 2013 14:00 |

| Швеція                                                  | 5–1      | Азербайджан    |
| ------------------------------------------------------- | -------- | -------------- |
| Норденберг 16', 69' Гедлунд 33' Олауссон 53' Зенелі 55' | Протокол | Мурадбайлі 74' |

| Ландскруна ІП, Ландскруна Арбітр: Мечкаровскі (Македонія) |

## Група 4
| Команда           | І | В | Н | П | ЗМ | ПМ | РМ | О |
| ----------------- | - | - | - | - | -- | -- | -- | - |
| Бельгія           | 3 | 2 | 1 | 0 | 6  | 2  | +4 | 7 |
| Ісландія          | 3 | 1 | 1 | 1 | 3  | 4  | −1 | 4 |
| Франція           | 3 | 0 | 3 | 0 | 5  | 5  | 0  | 3 |
| Північна Ірландія | 3 | 0 | 1 | 2 | 1  | 4  | −3 | 1 |

| 10 жовтня 2013 15:00 |

| Франція           | 2–2      | Ісландія                               |
| ----------------- | -------- | -------------------------------------- |
| Рабьо 22' Жан 24' | Протокол | Фіннбогасон 83' Сігурйонсон 87' (пен.) |

| Місцевий стадіон, Тонгерен Арбітр: Радованович (Чорногорія) |

| 10 жовтня 2013 19:30 |

| Бельгія                 | 2–0      | Північна Ірландія |
| ----------------------- | -------- | ----------------- |
| Оріджі 45' Бонгонда 78' | Протокол |                   |

| Мейнштадіон, Берінген Арбітр: Йонсен (Норвегія) |

| 12 жовтня 2013 15:00 |

| Бельгія                 | 2–0      | Ісландія |
| ----------------------- | -------- | -------- |
| Оріджі 9' Схрейверс 53' | Протокол |          |

| КВВ Тес Спорт, Тессендерло Арбітр: Кучін (Казахстан) |

| 12 жовтня 2013 19:30 |

| Північна Ірландія | 1–1      | Франція |
| ----------------- | -------- | ------- |
| Ганна 88'         | Протокол | Жан 68' |

| Мейнштадіон, Берінген Арбітр: Радованович (Чорногорія) |

| 15 жовтня 2013 14:00 |

| Франція                           | 2–2      | Бельгія                |
| --------------------------------- | -------- | ---------------------- |
| Дендонккер 12' (авт.) Рабьо 90+1' | Протокол | Фіоре 69' Бонгонда 78' |

| Місцевий стадіон, Тонгерен Арбітр: Йонсен (Норвегія) |

| 15 жовтня 2013 14:00 |

| Ісландія     | 1–0      | Північна Ірландія |
| ------------ | -------- | ----------------- |
| Омарссон 57' | Протокол |                   |

| КВВ Тес Спорт, Тессендерло Арбітр: Кучін (Казахстан) |

## Група 5
| Команда   | І | В | Н | П | ЗМ | ПМ | РМ | О |
| --------- | - | - | - | - | -- | -- | -- | - |
| Німеччина | 3 | 2 | 1 | 0 | 8  | 2  | +6 | 7 |
| Шотландія | 3 | 1 | 2 | 0 | 3  | 2  | +1 | 5 |
| Латвія    | 3 | 1 | 1 | 1 | 3  | 7  | −4 | 4 |
| Білорусь  | 3 | 0 | 0 | 3 | 2  | 5  | −3 | 0 |

| 10 жовтня 2013 13:00 |

| Шотландія  | 1–1      | Латвія    |
| ---------- | -------- | --------- |
| Голд 90+1' | Протокол | Кнутс 21' |

| Торпедо, Мінськ Арбітр: Ковач (Румунія) |

| 10 жовтня 2013 15:00 |

| Німеччина            | 2–1      | Білорусь      |
| -------------------- | -------- | ------------- |
| Мухтар 8' Гнабрі 63' | Протокол | Каборда 90+4' |

| Міський, Борисов Арбітр: Спатас (Греція) |

| 12 жовтня 2013 13:00 |

| Німеччина                            | 5–0      | Латвія |
| ------------------------------------ | -------- | ------ |
| Зельке 22', 40', 49', 84' Дудзяк 37' | Протокол |        |

| Торпедо, Мінськ Арбітр: Гванцеладзе (Грузія) |

| 12 жовтня 2013 15:00 |

| Білорусь | 0–1      | Шотландія    |
| -------- | -------- | ------------ |
|          | Протокол | Джонстон 32' |

| Міський, Борисов Арбітр: Ковач (Румунія) |

| 15 жовтня 2013 13:00 |

| Шотландія | 1–1      | Німеччина  |
| --------- | -------- | ---------- |
| Волш 2'   | Протокол | Гнабрі 62' |

| Торпедо, Мінськ Арбітр: Спатас (Греція) |

| 15 жовтня 2013 13:00 |

| Латвія                       | 2–1      | Білорусь      |
| ---------------------------- | -------- | ------------- |
| Гутковскіс 1' Вітолніекс 55' | Протокол | Рассадкін 21' |

| Міський, Борисов Арбітр: Гванцеладзе (Грузія) |

## Група 6
| Команда    | І | В | Н | П | ЗМ | ПМ | РМ | О |
| ---------- | - | - | - | - | -- | -- | -- | - |
| Греція     | 3 | 1 | 2 | 0 | 5  | 4  | +1 | 5 |
| Болгарія   | 3 | 1 | 2 | 0 | 4  | 3  | +1 | 5 |
| Словаччина | 3 | 0 | 2 | 1 | 5  | 6  | −1 | 2 |
| Албанія    | 3 | 0 | 2 | 1 | 2  | 3  | −1 | 2 |

| 12 листопада 2013 14:00 |

| Словаччина      | 1–2      | Болгарія                  |
| --------------- | -------- | ------------------------- |
| Беро 49' (пен.) | Протокол | Даскалов 20' Десподов 75' |

| Раковські, Севлієво Арбітр: Біндельс (Люксембург) |

| 12 листопада 2013 17:00 |

| Греція      | 1–0      | Албанія |
| ----------- | -------- | ------- |
| Поповіц 86' | Протокол |         |

| Ловеч, Ловеч Арбітр: Шемеулевич (Ізраїль) |

| 14 листопада 2013 14:00 |

| Греція    | 1–1      | Болгарія       |
| --------- | -------- | -------------- |
| Доніс 21' | Протокол | Десподов 45+1' |

| Раковські, Севлієво Арбітр: Дінгерт (Німеччина) |

| 14 листопада 2013 17:00 |

| Албанія      | 1–1      | Словаччина     |
| ------------ | -------- | -------------- |
| Пренді 90+1' | Протокол | Беро 3' (пен.) |

| Ловеч, Ловеч Арбітр: Біндельс (Люксембург) |

| 17 листопада 2013 17:00 |

| Словаччина                | 3–3      | Греція                                |
| ------------------------- | -------- | ------------------------------------- |
| Беро 50' (пен.), 65', 72' | Протокол | Крітікос 18' Доніс 76' Пантелакіс 90' |

| Раковські, Севлієво Арбітр: Дінгерт (Німеччина) |

| 17 листопада 2013 14:00 |

| Болгарія     | 1–1      | Албанія    |
| ------------ | -------- | ---------- |
| Даскалов 61' | Протокол | Пренді 75' |

| Ловеч, Ловеч Арбітр: Шемеулевич (Ізраїль) |

## Група 7
| Команда   | І | В | Н | П | ЗМ | ПМ | РМ | О |
| --------- | - | - | - | - | -- | -- | -- | - |
| Сербія    | 3 | 3 | 0 | 0 | 5  | 0  | +5 | 9 |
| Австрія   | 3 | 2 | 0 | 1 | 9  | 2  | +7 | 6 |
| Казахстан | 3 | 0 | 1 | 2 | 1  | 6  | −5 | 1 |
| Фінляндія | 3 | 0 | 1 | 2 | 0  | 7  | −7 | 1 |

| 13 листопада 2013 13:00 |

| Сербія                                            | 3–0      | Казахстан |
| ------------------------------------------------- | -------- | --------- |
| Мілінкович-Савич 8' (пен.) Гачінович 22' Іліч 71' | Протокол |           |

| Срем Яково, Белград Арбітр: Вальїч (Боснія і Герцеговина) |

| 13 листопада 2013 13:00 |

| Австрія                                                        | 6–0      | Фінляндія |
| -------------------------------------------------------------- | -------- | --------- |
| Міхорл 16' Битикі 20', 67' Блущ 50' Розенбіглер 55' Грубек 88' | Протокол |           |

| Суваца, Печинці Арбітр: Гантер (Ірландія) |

| 15 листопада 2013 13:00 |

| Сербія    | 1–0      | Фінляндія |
| --------- | -------- | --------- |
| Сімич 76' | Протокол |           |

| Суваца, Печинці Арбітр: Ніколаїдес (Кіпр) |

| 15 листопада 2013 13:00 |

| Казахстан | 1–3      | Австрія                    |
| --------- | -------- | -------------------------- |
| Сулей 32' | Протокол | Битикі 4', 68' Гріллич 15' |

| Срем Яково, Белград Арбітр: Вальїч (Боснія і Герцеговина) |

| 18 листопада 2013 13:00 |

| Австрія | 0–1      | Сербія               |
| ------- | -------- | -------------------- |
|         | Протокол | Мілінкович-Савич 12' |

| Караджордже, Новий Сад Арбітр: Гантер (Ірландія) |

| 18 листопада 2013 13:00 |

| Фінляндія | 0–0      | Казахстан |
| --------- | -------- | --------- |
|           | Протокол |           |

| Срем Яково, Белград Арбітр: Ніколаїдес (Кіпр) |

## Група 8
| Команда    | І | В | Н | П | ЗМ | ПМ | РМ  | О |
| ---------- | - | - | - | - | -- | -- | --- | - |
| Португалія | 3 | 3 | 0 | 0 | 12 | 2  | +10 | 9 |
| Норвегія   | 3 | 2 | 0 | 1 | 9  | 4  | +5  | 6 |
| Люксембург | 3 | 1 | 0 | 2 | 5  | 8  | −3  | 3 |
| Сан-Марино | 3 | 0 | 0 | 3 | 0  | 12 | −12 | 0 |

| 14 листопада 2013 16:00 |

| Норвегія               | 2–0      | Сан-Марино |
| ---------------------- | -------- | ---------- |
| Фінне 88' Гестад 90+4' | Протокол |            |

| Муніципальний, Мангуалде Арбітр: Саар (Естонія) |

| 14 листопада 2013 20:00 |

| Португалія                                | 3–0      | Люксембург |
| ----------------------------------------- | -------- | ---------- |
| Андре Сілва 7', 45+1' Родригеш 70' (пен.) | Протокол |            |

| Жуан Кардосу, Тондела Арбітр: Вучков (Хорватія) |

| 16 листопада 2013 16:00 |

| Люксембург | 1–5      | Норвегія                                |
| ---------- | -------- | --------------------------------------- |
| Катич 38'  | Протокол | Утвік 4', 48' Серлот 18', 41' Фінне 61' |

| Парке Деспортіву Сант'Ана, Пеналва-ду-Каштелу Арбітр: Саар (Естонія) |

| 16 листопада 2013 18:00 |

| Португалія                                                  | 6–0      | Сан-Марино |
| ----------------------------------------------------------- | -------- | ---------- |
| Понде 17', 35', 76' Мартінш 32' Сантуш 63' Луїш Рафаель 81' | Протокол |            |

| Жуан Кардосу, Тондела Арбітр: Рачковський (Польща) |

| 19 листопада 2013 17:00 |

| Норвегія               | 2–3      | Португалія                    |
| ---------------------- | -------- | ----------------------------- |
| Серлот 47' Сакор 90+4' | Протокол | Ґуццо 41', 52' Родригеш 45+1' |

| Ештадіу ду Фонтелу, Візеу Арбітр: Вучков (Хорватія) |

| 19 листопада 2013 17:00 |

| Сан-Марино | 0–4      | Люксембург                                        |
| ---------- | -------- | ------------------------------------------------- |
|            | Протокол | Бегтольд 19' (пен.) Пінту 30' Мерш 52' Фаббро 76' |

| Жуан Кардосу, Тондела Арбітр: Рачковський (Польща) |

## Група 9
| Команда   | І | В | Н | П | ЗМ | ПМ | РМ  | О |
| --------- | - | - | - | - | -- | -- | --- | - |
| Англія    | 3 | 2 | 1 | 0 | 9  | 1  | +8  | 7 |
| Швейцарія | 3 | 2 | 0 | 1 | 7  | 2  | +5  | 6 |
| Словенія  | 3 | 1 | 1 | 1 | 9  | 4  | +5  | 4 |
| Андорра   | 3 | 0 | 0 | 3 | 0  | 18 | −18 | 0 |

| 10 жовтня 2013 15:00 |

| Швейцарія                                | 4–0      | Андорра |
| ---------------------------------------- | -------- | ------- |
| Ельведі 5' Тарашай 26', 79' Кустодіу 75' | Протокол |         |

| Баковці, Баковці Арбітр: Олександр Дердо (Україна) |

| 10 жовтня 2013 15:00 |

| Англія     | 1–1      | Словенія    |
| ---------- | -------- | ----------- |
| Бейкер 85' | Протокол | Барішич 13' |

| Міський, Птуй Арбітр: Дунаускас (Литва) |

| 12 жовтня 2013 15:00 |

| Швейцарія                             | 3–1      | Словенія    |
| ------------------------------------- | -------- | ----------- |
| Тарашай 14' (пен.), 30' Кастроман 33' | Протокол | Захович 59' |

| Баковці, Баковці Арбітр: Екберг (Швеція) |

| 12 жовтня 2013 15:00 |

| Андорра | 0–7      | Англія                                                            |
| ------- | -------- | ----------------------------------------------------------------- |
|         | Протокол | Беннетт 17', 78' Лофтус-Чік 20', 48' Пірсон 41', 45+2' Морріс 57' |

| Міський, Птуй Арбітр: Дунаускас (Литва) |

| 15 жовтня 2013 15:00 |

| Англія      | 1–0      | Швейцарія |
| ----------- | -------- | --------- |
| Беннетт 34' | Протокол |           |

| Міський, Птуй Арбітр: Олександр Дердо (Україна) |

| 15 жовтня 2013 15:00 |

| Словенія                                                      | 7–0      | Андорра |
| ------------------------------------------------------------- | -------- | ------- |
| Чрнігой 8', 37', 51' Гайїч 39' Барішич 58' Захович 72', 90+1' | Протокол |         |

| Баковці, Баковці Арбітр: Екберг (Швеція) |

## Група 10
| Команда     | І | В | Н | П | ЗМ | ПМ | РМ  | О |
| ----------- | - | - | - | - | -- | -- | --- | - |
| Данія       | 3 | 2 | 0 | 1 | 5  | 3  | +2  | 6 |
| Ізраїль     | 3 | 2 | 0 | 1 | 12 | 3  | +9  | 6 |
| Італія      | 3 | 2 | 0 | 1 | 7  | 2  | +5  | 6 |
| Ліхтенштейн | 3 | 0 | 0 | 3 | 0  | 16 | −16 | 0 |

| 8 жовтня 2013 16:00 |

| Італія | 0–2      | Ізраїль        |
| ------ | -------- | -------------- |
|        | Протокол | Охана 15', 81' |

| Га-Мошава, Петах-Тіква Арбітр: Ренвіль (Франція) |

| 8 жовтня 2013 16:00 |

| Данія                      | 2–0      | Ліхтенштейн |
| -------------------------- | -------- | ----------- |
| Гюльсагер 36' Майгаард 58' | Протокол |             |

| Національний спорткомплекс, Шефаїм Арбітр: Пізані (Мальта) |

| 10 жовтня 2013 16:00 |

| Італія                                                           | 5–0      | Ліхтенштейн |
| ---------------------------------------------------------------- | -------- | ----------- |
| Крістанте 10', 52' (пен.) Креччо 23' Іотті 33' Кайзер 61' (авт.) | Протокол |             |

| Національний спорткомплекс, Шефаїм Арбітр: Пізані (Мальта) |

| 10 жовтня 2013 16:00 |

| Ізраїль   | 1–3      | Данія                                    |
| --------- | -------- | ---------------------------------------- |
| Шамір 78' | Протокол | Плюм 19' Гансен 51' Гюльсагер 55' (пен.) |

| Га-Мошава, Петах-Тіква Арбітр: Костадінов (Болгарія) |

| 13 жовтня 2013 16:00 |

| Данія | 0–2      | Італія                 |
| ----- | -------- | ---------------------- |
|       | Протокол | Креччо 39' Петанья 87' |

| Національний спорткомплекс, Шефаїм Арбітр: Ренвіль (Франція) |

| 13 жовтня 2013 16:00 |

| Ліхтенштейн | 0–9      | Ізраїль                                                                                 |
| ----------- | -------- | --------------------------------------------------------------------------------------- |
|             | Протокол | Сафурі 19' Гагі 23', 50' Даніно 29' Перец 41' Абу Ель Хіджа 52' Коен 80', 84' Шамір 82' |

| Га-Мошава, Петах-Тіква Арбітр: Костадінов (Болгарія) |

## Група 11
| Команда    | І | В | Н | П | ЗМ | ПМ | РМ  | О |
| ---------- | - | - | - | - | -- | -- | --- | - |
| Грузія     | 3 | 3 | 0 | 0 | 9  | 2  | +7  | 9 |
| Уельс      | 3 | 1 | 1 | 1 | 7  | 5  | +2  | 4 |
| Нідерланди | 3 | 1 | 1 | 1 | 4  | 2  | +2  | 4 |
| Молдова    | 3 | 0 | 0 | 3 | 0  | 11 | −11 | 0 |

| 13 листопада 2013 11:00 |

| Грузія                                                    | 5–1      | Уельс          |
| --------------------------------------------------------- | -------- | -------------- |
| Папунашвілі 22' Жікія 26', 56' Гурешидзе 43' Цинцадзе 60' | Протокол | О'Салліван 85' |

| Стадіон імені Михайла Месхі, Тбілісі Арбітр: Гестраніус (Фінляндія) |

| 13 листопада 2013 12:00 |

| Нідерланди                         | 3–0      | Молдова |
| ---------------------------------- | -------- | ------- |
| Живкович 55' Аколатсе 72' Влут 79' | Протокол |         |

| Динамо Арена імені Бориса Пайчадзе, Тбілісі Арбітр: Драхта (Австрія) |

| 15 листопада 2013 11:00 |

| Молдова | 0–2      | Грузія                     |
| ------- | -------- | -------------------------- |
|         | Протокол | Кікабідзе 4' Абурджанія 8' |

| Стадіон імені Михайла Месхі, Тбілісі Арбітр: Драхта (Австрія) |

| 15 листопада 2013 12:00 |

| Нідерланди | 0–0      | Уельс |
| ---------- | -------- | ----- |
|            | Протокол |       |

| Динамо Арена імені Бориса Пайчадзе, Тбілісі Арбітр: Зелінка (Чехія) |

| 18 листопада 2013 12:00 |

| Грузія                         | 2–1      | Нідерланди     |
| ------------------------------ | -------- | -------------- |
| Папунашвілі 10' Абурджанія 51' | Протокол | Живкович 45+1' |

| Стадіон імені Михайла Месхі, Тбілісі Арбітр: Зелінка (Чехія) |

| 18 листопада 2013 12:00 |

| Уельс                                                              | 6–0      | Молдова |
| ------------------------------------------------------------------ | -------- | ------- |
| Джонс 13' Нур 32' О'Салліван 41' Рід 66' Джон 71' (пен.) Канді 89' | Протокол |         |

| Динамо Арена імені Бориса Пайчадзе, Тбілісі Арбітр: Гестраніус (Фінляндія) |

## Група 12
| Команда            | І | В | Н | П | ЗМ | ПМ | РМ  | О |
| ------------------ | - | - | - | - | -- | -- | --- | - |
| Туреччина          | 3 | 2 | 0 | 1 | 7  | 3  | +4  | 6 |
| Чорногорія         | 3 | 2 | 0 | 1 | 8  | 3  | +5  | 6 |
| Північна Македонія | 3 | 2 | 0 | 1 | 8  | 5  | +3  | 6 |
| Фарерські острови  | 3 | 0 | 0 | 3 | 0  | 12 | −12 | 0 |

| 6 вересня 2013 16:00 |

| Туреччина                                 | 4–1      | Північна Македонія |
| ----------------------------------------- | -------- | ------------------ |
| Чинар 14' Ташдемір 30', 63' Альтінташ 49' | Протокол | Імері 33' (пен.)   |

| Кукуш, Струмиця Арбітр: Валашек (Словаччина) |

| 6 вересня 2013 16:00 |

| Чорногорія                                                               | 5–0      | Фарерські острови |
| ------------------------------------------------------------------------ | -------- | ----------------- |
| Янкович 37' (пен.) Ілінчич 45+1' Грбович 53' Вушурович 64' Милошевич 71' | Протокол |                   |

| Младость, Струмиця Арбітр: Мєшков (Росія) |

| 8 вересня 2013 16:00 |

| Туреччина               | 2–0      | Фарерські острови |
| ----------------------- | -------- | ----------------- |
| Зенгін 42' Демірджи 48' | Протокол |                   |

| Младость, Струмиця Арбітр: Клосснер (Швейцарія) |

| 8 вересня 2013 16:00 |

| Північна Македонія           | 2–1      | Чорногорія    |
| ---------------------------- | -------- | ------------- |
| Велкоскі 13' Костовскі 90+1' | Протокол | Милошевич 64' |

| Кукуш, Струмиця Арбітр: Мєшков (Росія) |

| 11 вересня 2013 16:00 |

| Чорногорія          | 2–1      | Туреччина |
| ------------------- | -------- | --------- |
| Баошич 6' Чосич 13' | Протокол | Туфан 19' |

| Младость, Струмиця Арбітр: Валашек (Словаччина) |

| 11 вересня 2013 16:00 |

| Фарерські острови | 0–5      | Північна Македонія                                               |
| ----------------- | -------- | ---------------------------------------------------------------- |
|                   | Протокол | Маркоскі 11' Велкоскі 16' Костовскі 65' Імері 71' Сулейманов 87' |

| Кукуш, Струмиця Арбітр: Клосснер (Швейцарія) |

## Група 13
| Команда | І | В | Н | П | ЗМ | ПМ | РМ | О |
| ------- | - | - | - | - | -- | -- | -- | - |
| Росія   | 3 | 2 | 1 | 0 | 10 | 2  | +8 | 7 |
| Україна | 3 | 2 | 1 | 0 | 8  | 2  | +6 | 7 |
| Естонія | 3 | 0 | 1 | 2 | 4  | 10 | −6 | 1 |
| Мальта  | 3 | 0 | 1 | 2 | 2  | 10 | −8 | 1 |

| 10 жовтня 2013 13:00 |

| Україна                         | 3–1      | Естонія             |
| ------------------------------- | -------- | ------------------- |
| Радченко 64', 72' Міранян 90+3' | Протокол | Качараба 44' (авт.) |

| Рубін, Казань Арбітр: Кеглет (Данія) |

| 10 жовтня 2013 17:00 |

| Росія                                      | 4–0      | Мальта |
| ------------------------------------------ | -------- | ------ |
| Мартусевич 4' Давидов 18', 45' Єфремов 78' | Протокол |        |

| Рубін, Казань Арбітр: Йонссон (Ісландія) |

| 12 жовтня 2013 13:00 |

| Мальта | 0–4      | Україна                                   |
| ------ | -------- | ----------------------------------------- |
|        | Протокол | Міранян 30' Радченко 61', 68' Харатін 83' |

| Рубін, Казань Арбітр: Кеглет (Данія) |

| 12 жовтня 2013 17:00 |

| Росія                                                     | 5–1      | Естонія    |
| --------------------------------------------------------- | -------- | ---------- |
| Давидов 3', 63' (пен.) Моргунов 7' Єфремов 41' Ящук 90+3' | Протокол | Салісте 1' |

| Рубін, Казань Арбітр: Феррейра (Португалія) |

| 15 жовтня 2013 17:00 |

| Україна         | 1–1      | Росія        |
| --------------- | -------- | ------------ |
| Коваленко 45+1' | Протокол | Моргунов 17' |

| Рубін, Казань Арбітр: Феррейра (Португалія) |

| 15 жовтня 2013 17:00 |

| Естонія                     | 2–2      | Мальта                |
| --------------------------- | -------- | --------------------- |
| Каубер 12' Вацук 75' (пен.) | Протокол | Маккей 33' Дебоно 84' |

| Трудові резерви, Казань Арбітр: Йонссон (Ісландія) |

## Треті місця у групах
| Команда              | І | В | Н | П | ЗМ | ПМ | РМ | О |
| -------------------- | - | - | - | - | -- | -- | -- | - |
| Італія               | 2 | 1 | 0 | 1 | 2  | 2  | 0  | 3 |
| Північна Македонія   | 2 | 1 | 0 | 1 | 3  | 5  | −2 | 3 |
| Франція              | 2 | 0 | 2 | 0 | 4  | 4  | 0  | 2 |
| Словаччина           | 2 | 0 | 1 | 1 | 4  | 5  | −1 | 1 |
| Вірменія             | 2 | 0 | 1 | 1 | 1  | 2  | −1 | 1 |
| Нідерланди           | 2 | 0 | 1 | 1 | 1  | 2  | −1 | 1 |
| Словенія             | 2 | 0 | 1 | 1 | 2  | 4  | −2 | 1 |
| Боснія і Герцеговина | 2 | 0 | 1 | 1 | 2  | 5  | −3 | 1 |
| Хорватія             | 2 | 0 | 1 | 1 | 2  | 5  | −3 | 1 |
| Латвія               | 2 | 0 | 1 | 1 | 1  | 6  | −5 | 1 |
| Казахстан            | 2 | 0 | 0 | 2 | 1  | 6  | −5 | 0 |
| Естонія              | 2 | 0 | 0 | 2 | 2  | 8  | −6 | 0 |
| Люксембург           | 2 | 0 | 0 | 2 | 1  | 8  | −7 | 0 |